# Igor Shparlinski

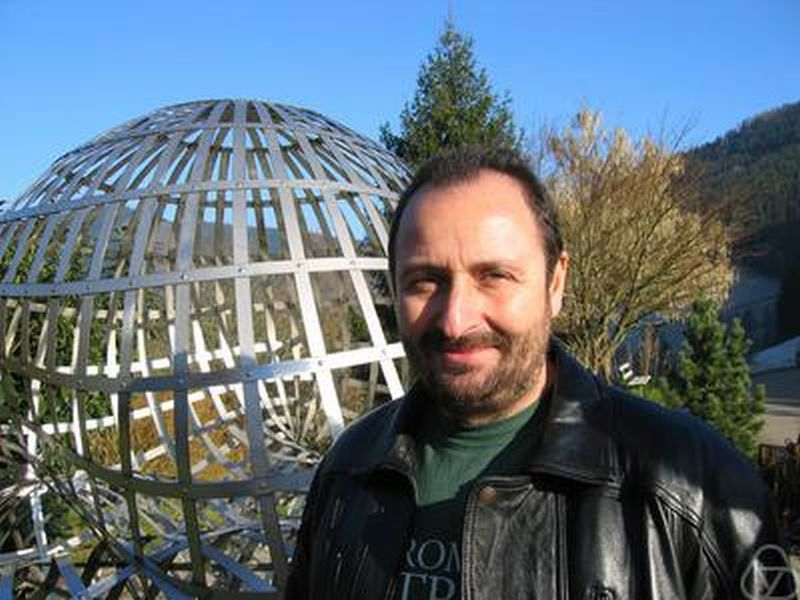
Igor Shparlinski, 2006

Igor E. Shparlinski (russisch Игорь Евгеньевич Шпарлинский, * 13. Januar 1956 in Kiew) ist ein australischer Mathematiker.
Shparlinski studierte Mathematik am Staatlichen Pädagogischen Institut in Moskau mit dem Diplom-Abschluss 1977 und der Promotion 1980. Von 1977 bis 1992 war er am Moskauer Institut für Radioingenieurwesen, Elektronik und Automation der Sowjetischen Akademie der Wissenschaften und lehrte außerdem 1980 bis 1987 am Lehrstuhl Zahlentheorie am Staatlichen Pädagogischen Institut. Er wurde 1992 Lecturer, 2001 Associate Professor und 2005 Professor an der Macquarie University. Zurzeit arbeitet er an der University of New South Wales in Sydney.
Er befasst sich mit Zahlentheorie mit Anwendungen in Kryptographie, theoretischer Informatik und Kodierungstheorie und speziell exponentiellen und Charakter-Summen, Endlichen Körpern, linearen rekurrenten Folgen.
2006 wurde er Fellow der Australian Academy of Science und er ist Fellow der Australian Mathematical Society, deren Medaille er 1996 erhielt, 2022 deren George Szekeres Medal. 1996 erhielt er den Humboldt-Forschungspreis.
Er hat den schwarzen Gürtel im Judo.

## Schriften
- Computational and Algorithmic Problems in Finite Fields (= Mathematics and its Applications. Soviet Series. 88). Kluwer, Dordrecht u. a. 1992, ISBN 0-7923-2057-3.
- als Herausgeber mit Alf J. van der Poorten, Horst G. Zimmer: Number Theoretic and Algebraic Methods in Computer Science. Proceedings of the International Conference Moscow, June, July 1993. World Scientific, Singapur u. a. 1995, ISBN 981-02-2334-X.
- Finite Fields. Theory and Computation. The Meeting Point of Number Theory, Computer Science, Coding Theory and Cryptography (= Mathematics and its Applications. 477). Kluwer, Dordrecht u. a. 1999, ISBN 0-7923-5662-4.
- Number theoretic methods in Cryptography. Complexity lower bounds (= Progress in Computer Science and Applied Logic. 17). Birkhäuser, Basel u. a. 1999, ISBN 3-7643-5888-2.
- mit Sergei V. Konyagin: Character sums with exponential functions and their applications (= Cambridge Tracts in Mathematics. 136). Cambridge University Press, Cambridge u. a. 1999, ISBN 0-521-64263-9.
- Cryptographic applications of analytic number theory. Complexity lower bounds and pseudorandomness (= Progress in Computer Science and Applied Logic. 22). Birkhäuser, Basel u. a. 2003, ISBN 3-7643-6654-0.
- mit Thomas Ward, Graham Everest, Alf van der Poorten: Recurrence sequences (= Mathematical Surveys and Monographs. 104). American Mathematical Society, Providence RI 2003, ISBN 0-8218-3387-1.
- als Herausgeber mit Gary McGuire, Gary L. Mullen, Daniel Panario: Finite Fields. Theory and Applications. Ninth International Conference Finite Fields and Applications, July 13–17, 2009, Dublin, Ireland (= Contemporary Mathematics. 518). American Mathematical Society, Providence RI 2010, ISBN 978-0-8218-4786-2.